# Copacabana (Rio de Janeiro)

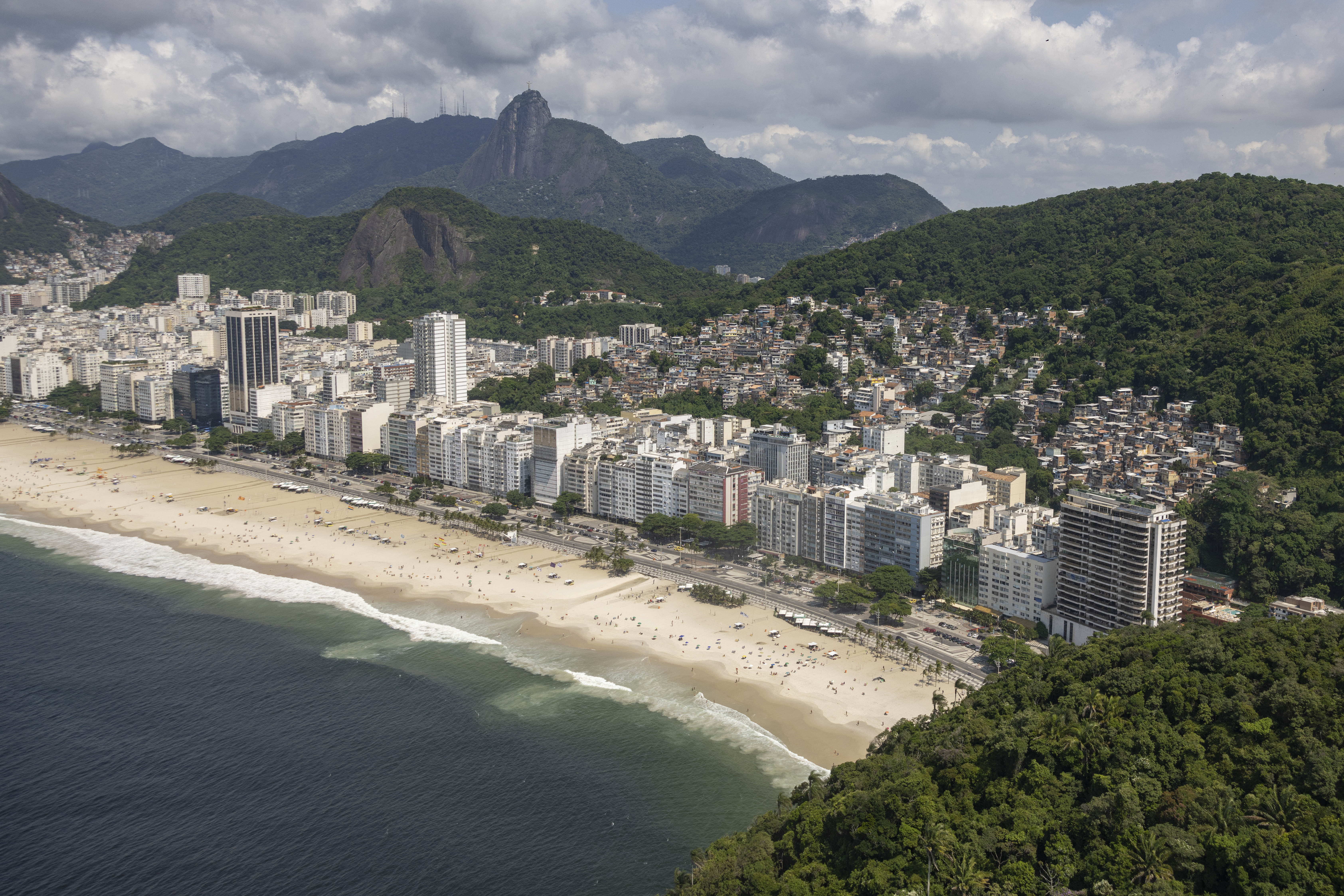
Copacabana

Copacabana ist einer der bekanntesten Stadtteile Rio de Janeiros in der Zona Sul, der direkt zwischen dem Atlantik und den mit Favelas bevölkerten Granitfelsen liegt und über einen vier Kilometer langen Sandstrand verfügt. Gemeinsam mit dem benachbarten Leme bildet der Stadtteil außerdem die gleichnamige Verwaltungsregion Copacabana.

## Lage und Demografie
Den nördlichen Teil von Copacabana bildet das eigenständige Viertel Leme, welches mit dem Chapeau (Hut) Mangueira und dem Morro do Leme abschließt. Leme ist ein überwiegend gehobenes Viertel, welches von der Oberschicht bewohnt wird. Im Süden, am Übergang zum Stadtviertel Ipanema, liegen das Forte de Copacabana und die Halbinsel Arpoador. Im Westen liegt die Lagoa Rodrigo de Freitas und im Norden Botafogo. An der Grenze liegen das kleine, durch seine Karnevalsschule bekannte Viertel Mangueira und der Friedhof São João Batista. Der Zugang nach Copacabana von Norden ist durch Straßentunnel möglich.
Copacabana ist 5,08 km² groß und weist momentan mit 34.000 Bewohnern pro km² die höchste Bevölkerungsdichte Rios auf.
In dem 109 Straßen fassenden Stadtteil Copacabana leben ca. 300.000 Menschen. Copacabana umfasst 101 Straßenblöcke, 79 Straßen, sieben Seitenstraßen, vier Hänge und drei Favelas (Pavão-Pavãozinho, Favela Morro dos Cabritos und Ladeira dos Tabajaras) auf einer Fläche von 7,84 Quadratkilometern. Es wird mit einem kontrastreichen „Schmelztiegel“ verglichen, da hier ein starkes Ethnien- und Klassengemisch vorherrscht, welches in der Welt einzigartig ist. In Copacabana zeigt sich die ethnische, kulturelle und soziale Vielfalt der brasilianischen Gesellschaft. Im Gegensatz zum Nachbarviertel Ipanema, welches traditionell der Oberschicht zugerechnet wird, wird Copacabana überwiegend von der Mittelschicht und gehobenen Mittelschicht bewohnt. Dieser Stadtteil hat mit den größten Anteil an Senioren und Rentnern in Rio de Janeiro. Copacabana besitzt mehrere U-Bahn-Stationen: Cardeal Arcoverde, Siqueira Campos und Cantagalo liegen innerhalb der Grenzen des Stadtteils Copacabana; während General Osório genau auf der Grenze zu Ipanema liegt.
Die Avenida Atlântica (Atlantikallee) ist die Prachtstraße, welche sich direkt an den Strand, die Praia de Copacabana, anschließt. Ihr Bürgersteig besteht aus den berühmten, wellenlinienförmigen geschwungenen Mosaiken, welche charakteristisch für Copacabana sind. Bekannte Sterne-Hotels, die direkt an der Avenida Atlântica liegen, sind das Rio Palace, das 37-stöckige Windsor Atlantica (in Leme), das Othon Palace Hotel und das Copacabana Palace. An der Avenida Atlântica konzentriert sich die Touristenszene mit einer großen Anzahl von Straßencafés und Restaurants.
Einen umfassenden Blick auf Copacabana, Zuckerhut, Corcovado, Ipanema, Leblon und den Botanischen Garten hat man vom Vista Chinesa.

## Geschichte

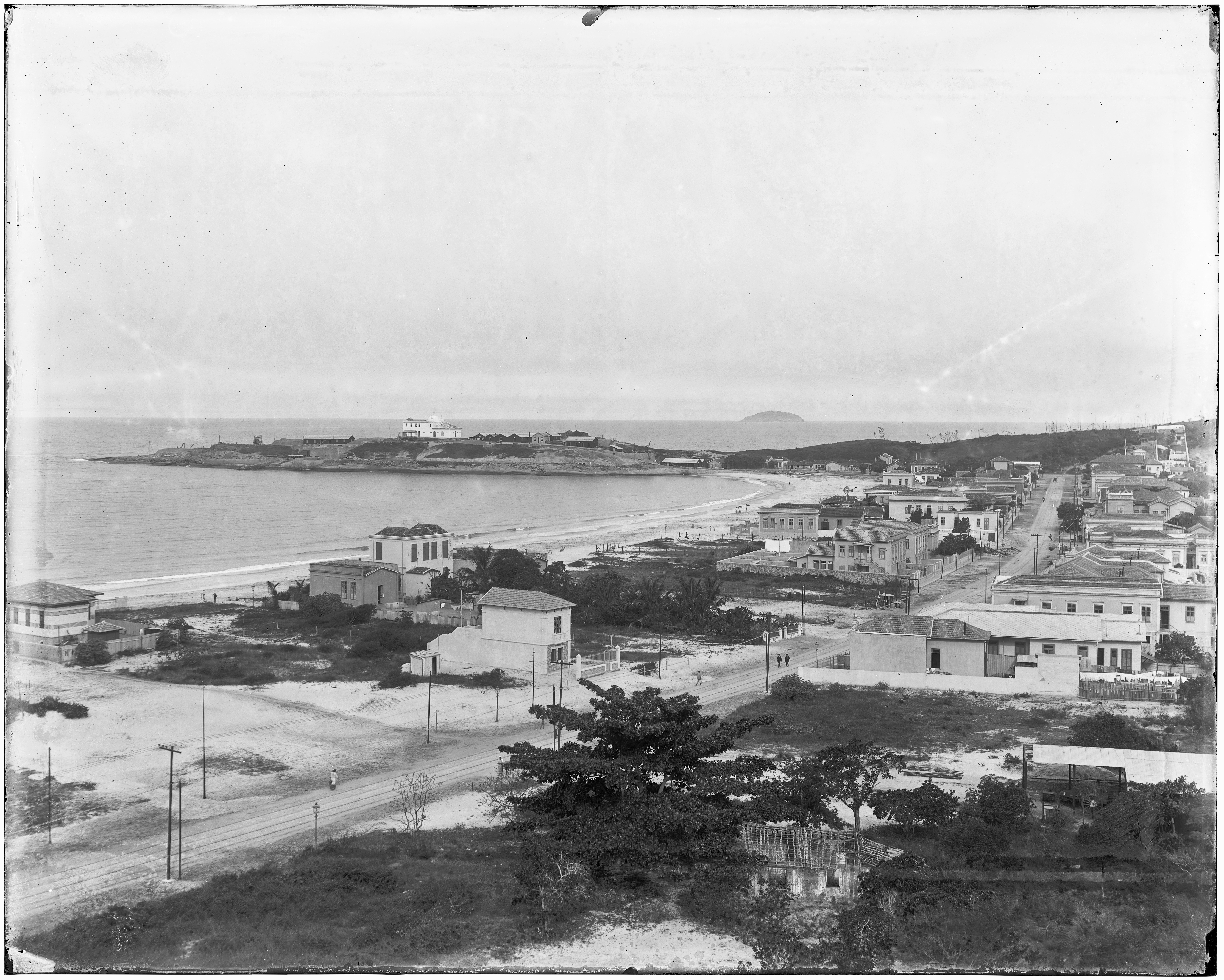
Copacabana um 1910 mit Blick auf die Halbinsel mit der Kapelle der Virgen de Copacabana, dem späteren Forte de Copacabana, Fotografie von Marc Ferrez

Der Bezirk hieß ursprünglich Sacopenapã (übersetzt aus der Tupi-Sprache, bedeutet „der Weg des Sozós“, wobei das Sozós eine Art Vogel ist) bis zur Mitte des 18. Jahrhunderts. Es wurde nach dem Bau einer Kapelle mit einer Nachbildung der Virgen de Copacabana, der Gottesmutter Boliviens, umbenannt. Das ursprüngliche Copacabana, der Herkunftsort der Gottesmutter Copacabana, liegt auf einer gleichnamigen Halbinsel im Titicacasee.
Dessen Name wird einerseits aus der Aymara-Sprache kommend mit „Sicht auf den See“ erklärt, könnte sich aber auch vom Namen einer frühzeitlichen Wassergottheit, die ähnlich einer Aphrodite oder Venus war, herleiten.
Copacabana entwickelte sich seit den 1890er Jahren zunächst zu einer Villenkolonie. Kräfte der Suburbanisierung und des entstehenden Tourismus förderten ein rasches städtebauliches Wachstum. In den 1930 und 1940er Jahren erlangte Copacabana erstmals eine international anerkannte Blütezeit, da Copacabana ein Inbegriff für die „Reichen und Schönen“ wurde. In dem mondänen Badeort entstand eine Reihe von vornehmen Hotels, Restaurants und Nachtclubs.
Der halbmondförmige, rund 4 km lange Strand (von dem fast 1 km auf den Strand von Leme entfällt) mit der Promenade wird auch „Princesinha do Mar“ (Kleine Meerprinzessin) genannt und sah in den 1930er, 1940er und 1950er Jahren sein goldenes Zeitalter. Als Stadtteil der Bohème, des Reichtums und des Glanzes ist Copacabana zum Thema vieler Musikstücke, Bücher und Bilder geworden.
Das Viertel verfügt über viele Restaurants, Kinos und Theater. Durch die sukzessive Ersetzung der Villen durch zehn- bis zwölfstöckige Wohnblocks hat die Bevölkerungsdichte seit den 1960er Jahren stark zugenommen. Daher ist Copacabana heute sehr verdichtet, trotzdem ist es eines der attraktivsten Viertel mit seinen mehr als 70 Hotels, die viele Touristen anziehen.

## Hauptstraßen

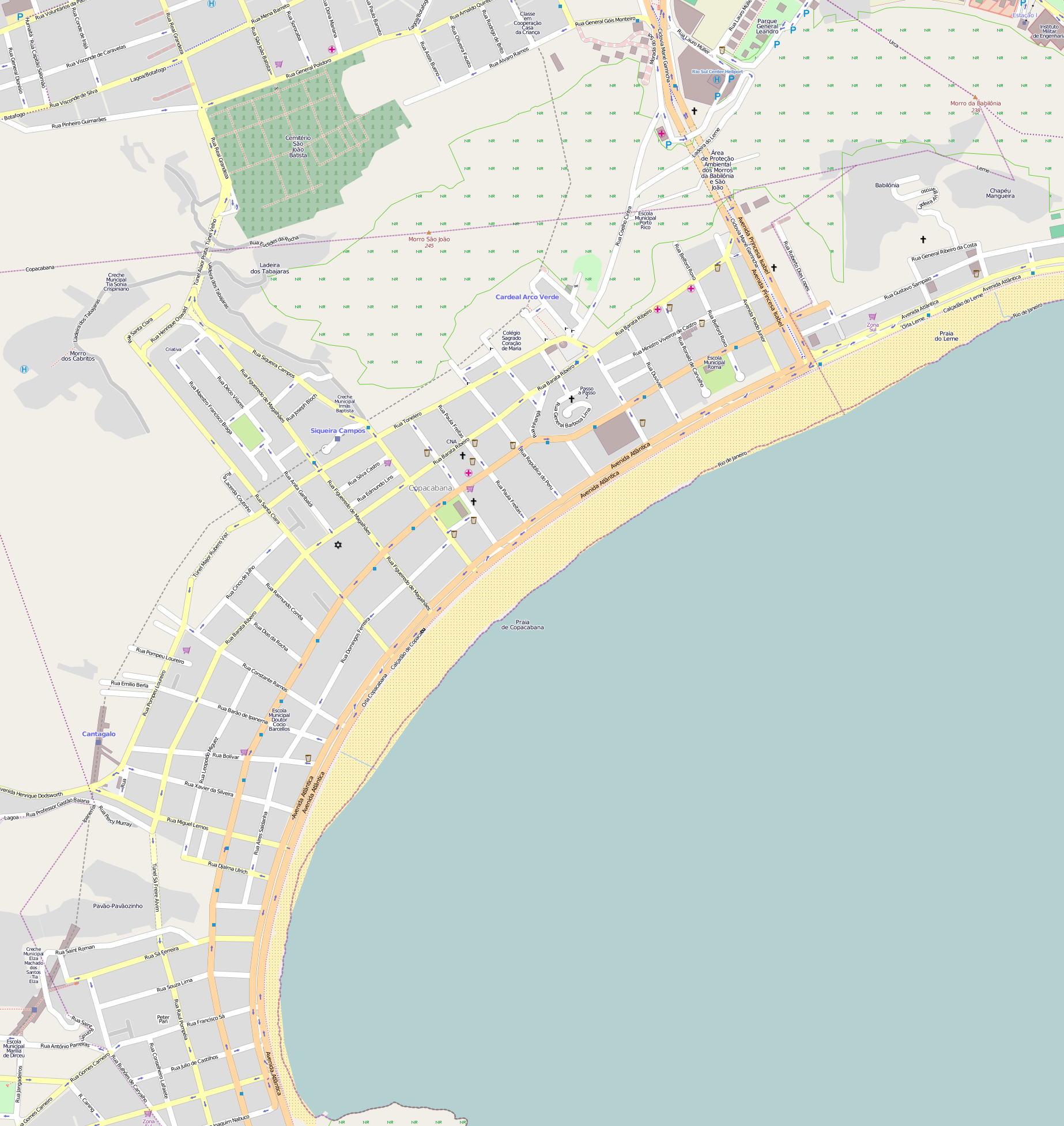
Karte von Copacabana

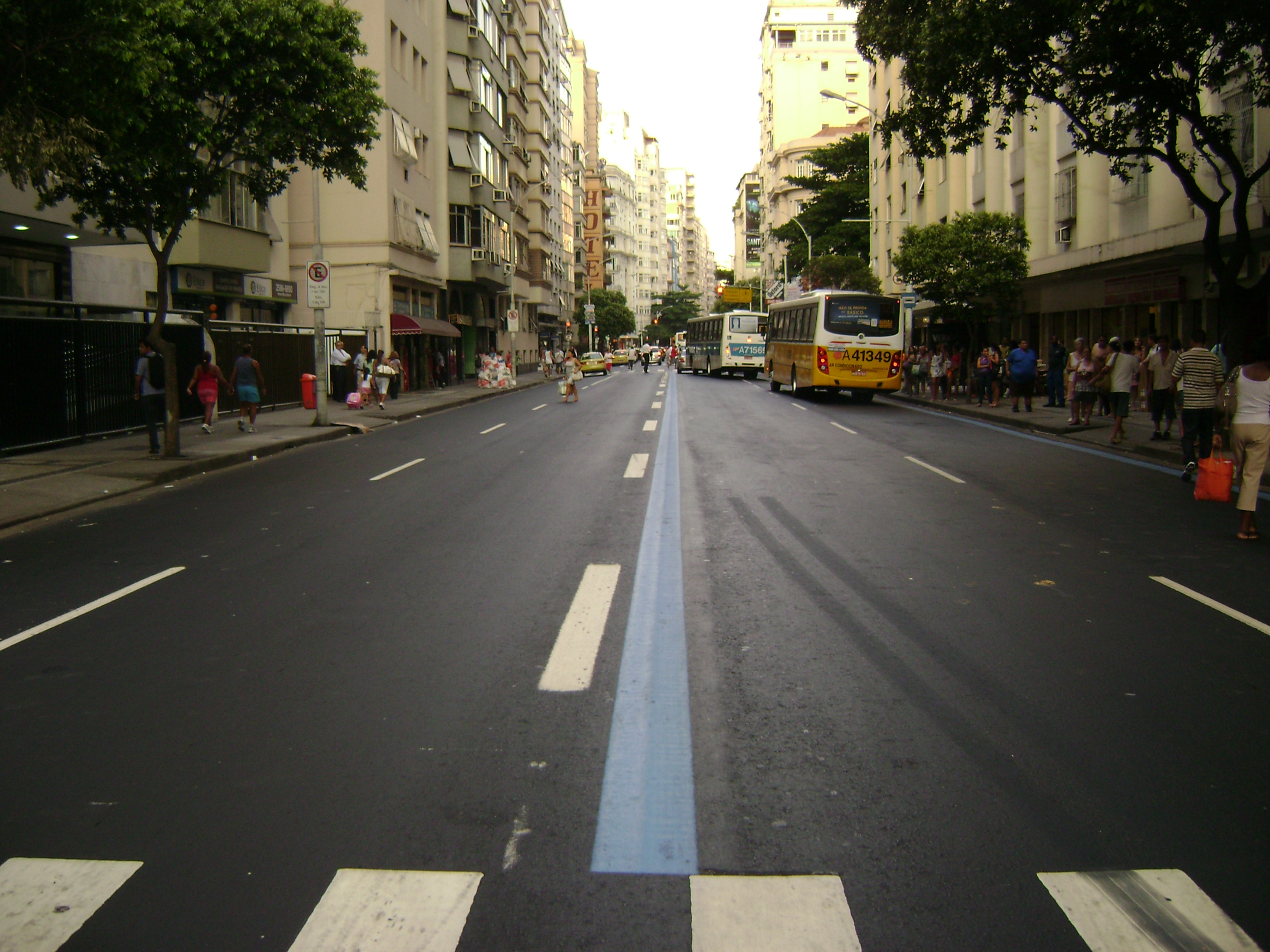
Avenida Nossa Senhora de Copacabana

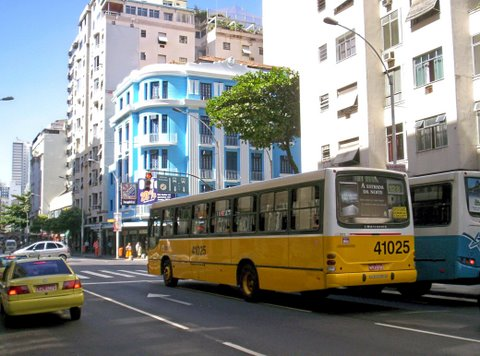
Straßenszene an der Avenida Nossa Senhora de Copacabana

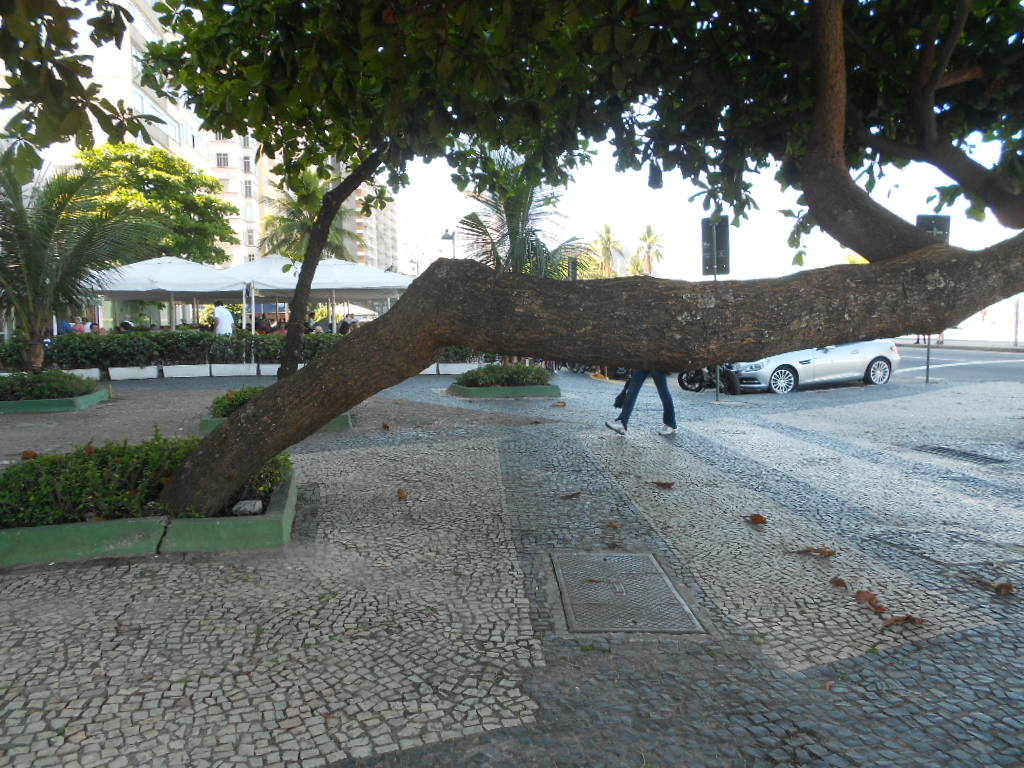
Av. Atlântica

Handel und Gewerbe, Modegeschäfte wie Athleta do Pé, Fabricatto, Perla & Cia., Sula Drey und Yes Brazil und andere konzentrieren sich um das Gebiet Avenida Nossa Senhora de Copacabana und Rua Santa Clara. Außerdem finden sich zahlreiche Banken, Kinos, Geldwechselstuben, Kirchen und Synagogen. Souvenirläden finden sich in den Straßenzügen um die Rua Paula Freitas und Praça Bernadelli in der Nähe des Hotels Copacabana (das nahe der Mitte nebenstehender Karte violettgrau markiert ist). An einigen Orten finden Wochen- und Straßenmärkte in der Rua Decio Vilares am Sonntag, der Rua Gustavo Sampaio am Montag, Rua Belford Roxo und Rua Ronaldo de Carvalho am Donnerstag und in der Rua Domingos Ferreira am Mittwoch statt. An der Avenida Atlântica beginnt der Straßenmarkt täglich nach Einbruch der Nacht.
- Avenida Atlântica: Strandpromenade von Copacabana
- Avenida Nossa Senhora de Copacabana: Hauptstraße von Copacabana, welche das Viertel durchkreuzt, gehört zu den Straßen der Zona Sul mit den meisten Verkehrsproblemen
- Avenida Princesa Isabel: verbindet die Viertel Copacabana, Leme und Botafogo
- Avenida Rainha Elizabeth da Bélgica: verbindet die Viertel Copacabana und Ipanema
- Avenida Prado Júnior
- Rua Barata Ribeiro: durchkreuzt Copacabana, gehört neben der Avenida Nossa Senhora de Copacabana zu den verkehrsreichsten Straßen. „Hektisch ist die Rua Barata Ribeiro und an Lärm und Gestank wohl kaum zu überbieten, denn der gesamte Busverkehr vom Zentrum in die südlichen Stadtteile rollt in nicht enden wollender Kolonne durch die Straße.“[3]
- Rua Coelho Cintra: damals bekannt als Antiga Ladeira do Leme, verbindet die Viertel Copacabana und Botafogo
- Rua Toneleros
- Rua Pompeu Loureiro: verbindet die Viertel Copacabana und Lagoa
- Rua Raul Pompeia
- Rua Siqueira Campos
- Rua Figueiredo de Magalhães: verbindet die Viertel Copacabana und Botafogo
- Rua Santa Clara

## Tourismus

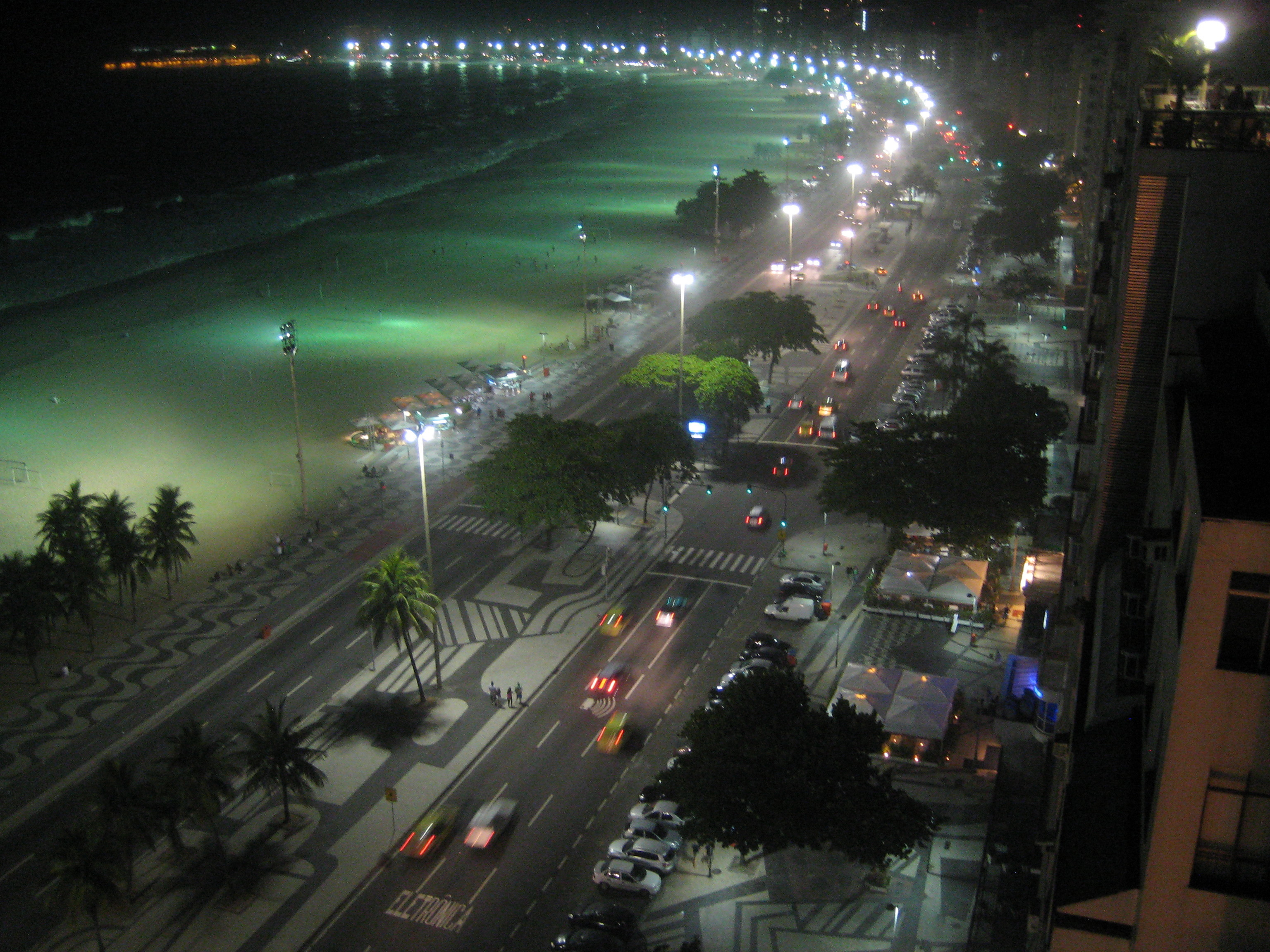
Copacabana bei Nacht, die Beleuchtung lässt den Strand grün erscheinen.

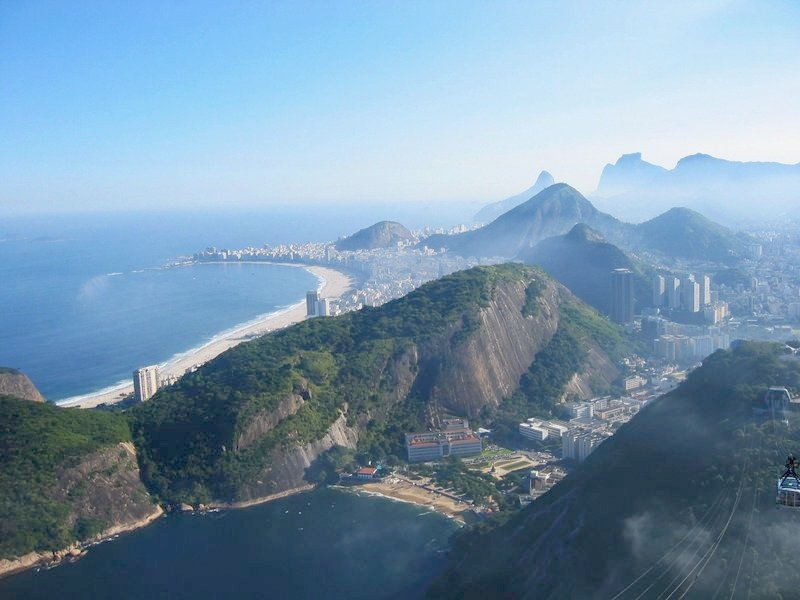
Blick auf den Morro da Babilônia und den dahinter liegenden Stadtteil Copacabana vom Zuckerhut aus

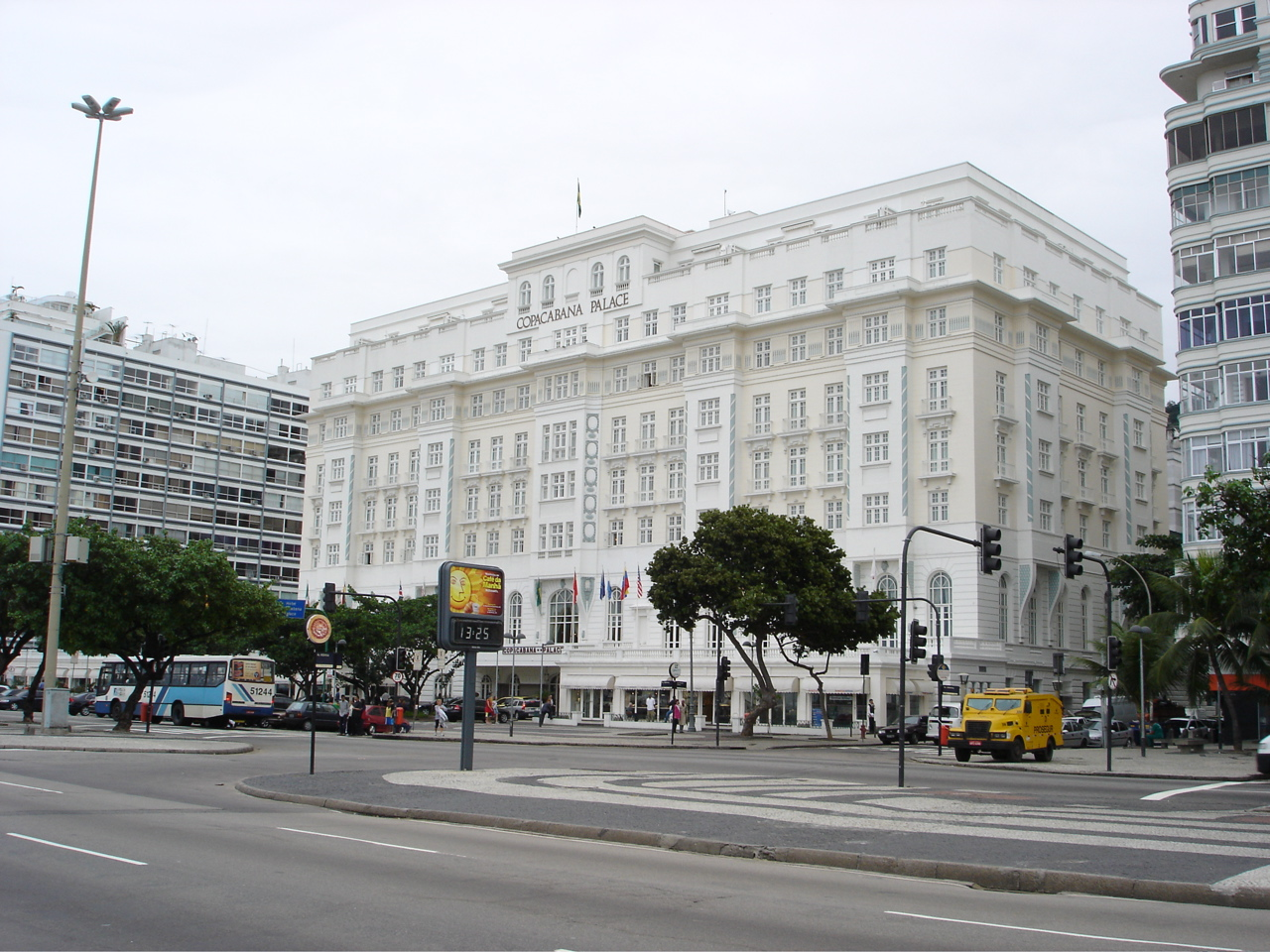
Hotel Copacabana Palace

Copacabana und der dazugehörige Strandabschnitt werden stark vom internationalen Tourismus geprägt. Die Skyline an der Avenida Atlântica bestimmen Großhotels der Luxusklasse wie dem Copacabana Palace, Hotel Rio Othon Palace, Windsor Atlantica Hotel, Porto Bay Rio Internacional Hotel, Pestana Rio Atlantica, JW Marriott Hotel und vielen mehr.
In einiger Entfernung vom Strand finden sich Mittelklassehotels, Apartmentwohnungen, Pensionen, Hostels, Bed&Breakfast Gasthäuser und eine Jugendherberge.
Bekannte und traditionelle Restaurants sind z. B. das Arataca die Confeitaria Colombo, die Churrascaria Jardim, das Meriu’s Eine weitere Spezialität sind die Comida a Kilo-Self-Service Restaurants.

## Sehenswürdigkeiten
Die bekannteste Sehenswürdigkeit von Copacabana ist der Strand mit der vier Kilometer langen Calçadão de Copacabana. 1906 mit zunächst senkrecht zur Avenida Atlântica angeordneten Wellen angelegt, bekam sie 1970 im Rahmen einer Neugestaltung von Burle Marx ihre heute bekannte Form mit paralleler Anordnung.
Zu den weiteren Sehenswürdigkeiten gehört das Forte de Copacabana, eine ursprünglich militärische Anlage, welche heute das Museu Histórico do Exército (Historisches Museum des Heeres) beherbergt. Der Platz Serzedelo Correia, Praça Edmundo Bittencourt, die Dorival-Caymmi-Statue, der etwas abgelegene Praia do Diabo und das Shopping Cassino Atlântico gehören zu den weiteren Attraktionen des Viertels. Die Rua Guimarães Natal am Hang des Morro de São João führt zum Eingang des Parque Estadual da Chacrinha, einem 13,3 Hektar großen Stadtwald und Ausgangspunkt für Wanderungen zum Morro da Babilônia und Morro do Urubú in Leme.

## Strandleben

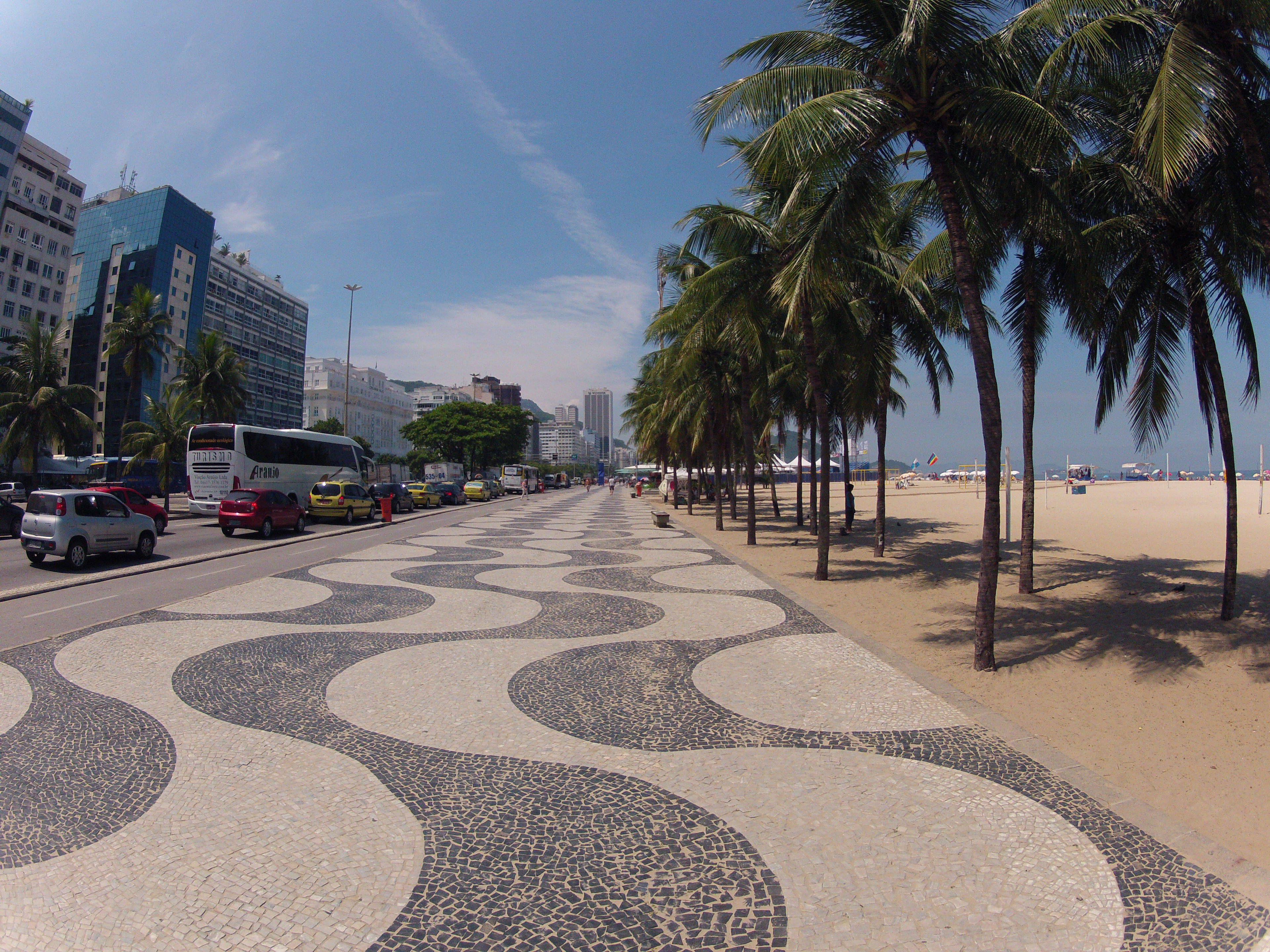
Uferpromenade (Calçadão de Copacabana)

An der Grenze zu Ipanema befindet sich der legendäre Strandkiosk Posto 6 (Rettungsschwimmerposten), an dem teilweise traditionelle Fischer ihrem Gewerbe nachgehen. Der Posto 6 gilt als Treffpunkt der Bevölkerung von Copacabana, die sich dort zu Meinungsaustausch, Karten- und Brettspielen trifft. Der Strand und die Strandpromenade werden von einer großen Zahl von ambulanten Händlern aufgesucht, welche Waren verschiedenster Art wie z. B. Sonnenmilch, Handtücher, Mate oder Kokoswasser verkaufen. Fußball und Beachvolleyball kann am Strand teilweise auch noch nachts unter Flutlicht gespielt werden. Der Strand von Copacabana mit seinem weißen Sand und seiner Sauberkeit genießt Weltruhm und steht symbolisch für den Ort, an dem Sport, Lebensfreude und der Körperkult Brasiliens zelebriert wird. Der Atlantische Ozean weist am Strandabschnitt von Copacabana zeitweise starke Strömungen auf. Bei starker Unterströmung ist das Schwimmen verboten. Hinzu kommt eine häufig starke Brandung und ein relativ steiler Abfall an der Uferzone, was das Baden nicht ganz ungefährlich macht. Der Badebetrieb wird tagsüber von Rettungsschwimmern, welche auf Aussichtstürmen postiert sind, überwacht.

## Olympische Sommerspiele 2016

Lageplan der Wettkampfstätten

Die Beachvolleyball-Arena (portugiesisch Arena de Vôlei de Praia) war die temporäre Wettkampfstätte für Beach-Volleyball bei den Olympischen Spielen 2016 in Rio de Janeiro. Die Arena befindet sich auf dem Copacabana-Strand, der Wiege und dem Zentrum des brasilianischen Beach-Volleyballs. Sie liegt an der Avenida Atlântica auf Höhe der Avenida Princesa Isabel. Die Sportstätte hat eine Kapazität von 12.000 Zuschauern. Neben dem Hauptspielfeld (Center Court) umfasst die Anlage fünf Trainings- und zwei Aufwärm-Courts.
Am Forte Copacabana wurde bei den Olympischen Spielen das Straßenrennen im Radsport, der Triathlon und das Langstreckenschwimmen ausgetragen. Bei den Paralympics 2016 war es das Start und Ziel für Triathlon und den Marathon.

## Veranstaltungen

### Sich wiederholende oder einmalige
Copacabana dient um die Silvesterzeit (Reveillon) und bei anderen Anlässen häufig als Kulisse für Großveranstaltungen, bei denen das Viertel teilweise von über einer Million Besuchern frequentiert wird.
Während des Jahreswechsel ist es Brauch, der Meeresgöttin Iemanjá Opfergaben ins Meer zu werfen. Dabei kommen viele weiß gekleidete Anhänger der afrobrasilianischen Kulte Candomblé und Macumba zusammen, um diese Zeremonie in der Silvesternacht gemeinsam zu feiern. In der Silvesternacht werden Feuerwerke im großen Stil sowie klassische Konzerte von Interpreten wie Luciano Pavarotti von der Stadtverwaltung organisiert.
Am Strand von Copacabana traten am 18. Februar 2006 die Rolling Stones vor über einer Million Zuhörern auf, wobei kein Eintrittspreis erhoben wurde. Ebenfalls kostenlos war am 7. Juli 2007 ein Konzert im Rahmen des „Live Earth“-Festivals.
Mit Hilfe von roten Luftballons wurde im Juni 2008 in einer aufsehenerregenden Aktion auf dem Strandareal signalisiert, dass bis dahin im Jahr 2008 bereits 4000 Einwohner Rio de Janeiros durch Schusswaffen gestorben waren.
Am 28. Juli 2013 feierte Papst Franziskus am Strand den Abschlussgottesdienst des XXVIII. Weltjugendtags, an dem ca. 3,2 Millionen Menschen teilnahmen.

### Bedeutende Events in Copacabana
- Show Rod Stewart (1994)
- Show Rolling Stones, Titãs und AfroReggae (2006)
- Show Live Earth (2007)
- Show Claudia Leitte (2008)
- Show Roberto Carlos (2010)
- Ausstellung United Buddy Bears – A Arte da Tolerância[15] (2014)

### Copacabana in der Literatur und Musik
- Die Copacabana ist Titelgeber eines Liedes der Gruppe EAV.

## Nachtleben
Einer der bekanntesten Orte des Nachtlebens in Copacabana war die 1984 eröffnete Großraumdiskothek Help in der Ecke Avenida Atlântica Nr. 3432 und Rua Dijalma Ulrich und war seinerzeit die größte Diskothek Lateinamerikas und galt lange Zeit als berüchtigter Kontakthof zwischen brasilianischen Prostituierten und ausländischen Touristen. Außerdem galt es als Umschlagsplatz von Drogen. Im Jahr 2011 begann der Abriss der Diskothek, nachdem die Stadtpräfektur im Jahr 2008 einen Prozess dagegen angestrengt hatte. An seiner Stelle wurde das MIS, das Museu da Imagem e do Som gebaut.
Andere bekannte Tanzlokale und Diskotheken sind das Columbus in der Rua Paul Pompeia 94, das Sobre as Ondas an der Avenida Atlântica Nr. 3432 und das Vinicius an der Av. Nossa Senhora de Copacabana 1144.
Große Hotels wie das Rio Palace, das Meridien und das Othon Palace haben teilweise luxuriöse Pianobars. Im Jahr 2010 wurde der international bekannte ON11 Nightclub eröffnet, welcher 1.000 Gästen Platz bietet und sich nach europäischen Club-Standards richtet.

## Prostitution
Copacabana war lange Zeit ein Reiseort für den Sextourismus, was mittlerweile von den Behörden stark reglementiert wird. Die Prostitution findet in der Rotlichtzone an der Grenze zum Stadtteil Leme um die Straßen Av. Princesa Isabel, Av. Prado Junior, Rua Belford Roxo und Rua Duvivier statt. Sie konzentriert sich vom Hotel Lancaster bis zum Hotel Meridien.

## Kriminalität

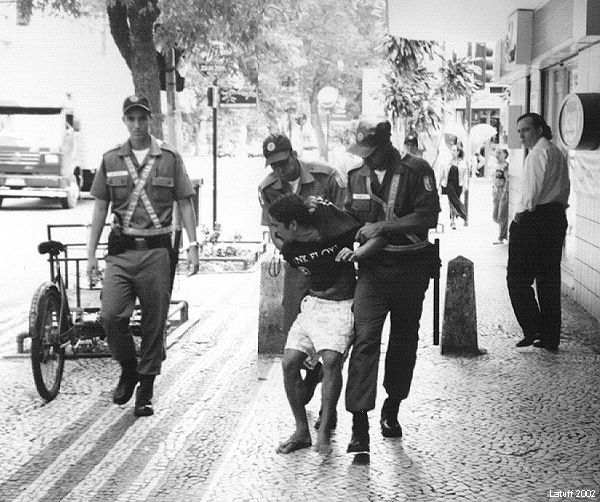
Verhaftung in Copacabana

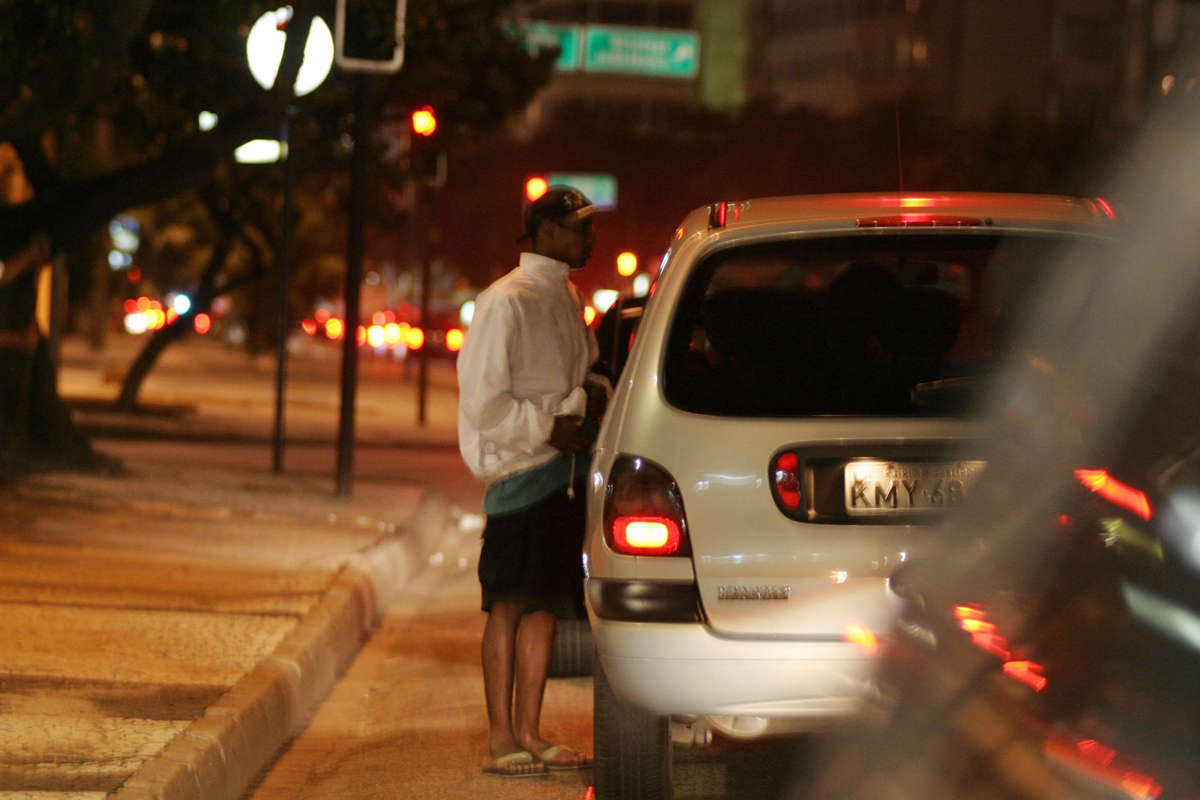
Nächtlicher Überfall an der Av. Atlântica

Da Copacabana zugleich ein bekanntes Vergnügungsviertel ist und von vielen Touristen aufgesucht wird, ist die Kriminalitätsrate von Diebstahldelikten verhältnismäßig hoch. In den letzten Jahren kam es vermehrt zur Bildung von Jugendbanden, die gezielt Touristen ausrauben. Diese Banden werden von den Einheimischen „Uté“ genannt.
An einigen Tagen überfallen Straßenkinder überfüllte Strandabschnitte in großer Zahl und begehen einen „arrastão“ genannten Raubüberfall, bei dem innerhalb kürzester Zeit den Badegästen sämtliche Wertsachen abgenommen werden.
Die Militärpolizei bemüht sich, durch starke Präsenz, dass die Kriminalität im Vorzeigestadtviertel von Rio de Janeiro minimiert wird.
Die Vergewaltigung einer Touristin kommentierte die lokale Presse: „In Disneyland erwartet keiner, angegriffen zu werden, gefesselt und aufgemischt“, sagte der Vorsitzende der brasilianischen Hotelvereinigung, Alfredo Lopes, der Zeitung O Globo. „Copacabana ist unser Disneyland.“
Rio de Janeiro insgesamt gehört nach Recife und Vitória bezüglich Gewaltverbrechen zu den gefährlichsten Städten Brasiliens – Copacabana hat jedoch mit einer Mordrate von 2,4 Fällen pro 100.000 Einwohner mit den niedrigsten Index in Rio de Janeiro.

## Persönlichkeiten
Copacabana ist Heimat und Wirkungsort einer großen Reihe von Persönlichkeiten aus dem öffentlichen Leben Brasiliens:

### Präsidenten
- Eurico Gaspar Dutra
- João Café Filho
- Carlos Coimbra da Luz
- Nereu Ramos
- Juscelino Kubitschek
- João Goulart
- Pascoal Ranieri Mazzilli
- Emílio Garrastazu Médici
- Tancredo Neves

### Gouverneure
- Carlos Frederico Werneck de Lacerda
- Magalhães Pinto
- Leonel de Moura Brizola

### Staatsminister
- Marcelo Caetano – Presidente do Conselho de Ministros de Portugal
- Afrânio de Melo Franco
- Henrique Teixeira Lott
- Armando Falcão
- Celso Furtado
- Horácio Lafer
- Lira Tavares
- Lucas Lopes
- Odílio Denys
- Otávio Gouveia de Bulhões
- Otávio Gondin

### Andere Persönlichkeiten
- Assis Chateaubriand – Journalist
- Cláudio G. Avelar de Araújo – Geschäftsmann und Politiker
- Ângela Rô Rô – Sängerin und Komponistin
- Bernardo Rezende – Ex-Spieler und Trainer Volleyball
- Rosa Magalhães – Persönlichkeit des Karnevals
- Dorival Caymmi – Komponist
- Augusto Frederico Schmidt – Schriftsteller
- Maysa – Sängerin und Komponistin
- Paulo Coelho – Schriftsteller
- Guto Graça – Schriftsteller
- Jorge Amado – Schriftsteller
- Jorge Rios – Lehrer und Schriftsteller
- Carlos Drummond de Andrade – Dichter und Schriftsteller
- Ferreira Gullar – Schriftsteller
- Billy Blanco – Komponist
- Clóvis Bornay – Persönlichkeit des Karnevals
- Mário Lago – Schauspieler und Komponist
- Neguinho da Beija-Flor – Sänger und Komponist
- Josué Montello – Schriftsteller
- Joel Silveira – Journalist
- Cauby Peixoto – Sänger
- Darcy Ribeiro – Soziologe
- Dercy Gonçalves – Schauspielerin
- Braguinha – Komponist
- Bruno Medina – Musiker
- Marta Rocha – Ex-Miss Brasil
- Jade Barbosa – Turnerin
- Júnior – Ex-Fußballspieler
- Jairzinho – Ex-Fußballspieler
- Roberto d’Ávila – Journalist
- Aniz Abraão David – Patron des Karnevalsverein Beija-Flor aus Nilópolis
- Nelson Motta – Komponist und Schriftsteller
- Nelson Sargento – Komponist
- Elis Regina – Sängerin
- Elza Soares – Sängerin
- Emilinha Borba – Sängerin
- Eduardo Dussek – Schauspieler, Sänger und Komponist
- Milton Banana – Schlagzeuger und Komponist
- Angela Maria – Sängerin
- Roberto Menescal – Komponist
- Marcelo Caetano – Politiker
- Veiga da Cunha – Politiker
- Narcisa Tamborindeguy – Prominente
- Glauco Rodrigues – plastischer Künstler
- João Roberto Kelly – Komponist
- Julio Bogoricin – Geschäftsmann
- Henri Salvador – Sänger
- Eneida de Moraes – Schriftstellerin
- Elias Nogueira – Journalistin